# Chuyển vị liên hợp
Trong toán học, chuyển vị liên hợp (conjugate transpose) của một ma trận phức {\displaystyle {\boldsymbol {A}}} cỡ {\displaystyle m\times n} là một ma trận thu được bằng cách chuyển vị {\displaystyle {\boldsymbol {A}}} và lấy liên hợp phức của từng hệ số trong ma trận {\displaystyle {\boldsymbol {A}}} (liên hợp phức của số phức {\displaystyle a+ib} là {\displaystyle a-ib}, với hai số thực {\displaystyle a} và {\displaystyle b}). Chuyển vị liên hợp có kích cỡ {\displaystyle n\times m} và thường được ký hiệu là {\displaystyle {\boldsymbol {A}}^{\mathrm {H} }} hay {\displaystyle {\boldsymbol {A}}^{*}} hay {\displaystyle {\boldsymbol {A}}'}, hoặc một ký hiệu rất thường gặp trong vật lý là {\displaystyle {\boldsymbol {A}}^{\dagger }}. Nó còn được gọi là chuyển vị Hermite, theo tên của nhà toán học Pháp Charles Hermite, hoặc chỉ đơn giản là liên hợp (adjoint).
Đối với các ma trận thực, chuyển vị liên hợp chỉ đơn giản là chuyển vị, {\displaystyle {\boldsymbol {A}}^{\mathrm {H} }={\boldsymbol {A}}^{\mathsf {T}}}.

## Định nghĩa
Chuyển vị liên hợp của một ma trận {\displaystyle {\boldsymbol {A}}} cỡ {\displaystyle m\times n} được định nghĩa chính tắc là:
| {\displaystyle \left({\boldsymbol {A}}^{\mathrm {H} }\right)_{ij}={\overline {{\boldsymbol {A}}_{ji}}}} | \| \| \| \| \| \| \| \| | (Eq.1) |
| |                         |        |
| |                         |        |

|  |  |  |
|  |  |  |

trong đó chỉ số {\displaystyle ij} ký hiệu cho hệ số thứ {\displaystyle (i,j)} trong ma trận, với {\displaystyle 1\leq i\leq n} và {\displaystyle 1\leq j\leq m}, và gạch ngang trên ký hiệu liên hợp phức vô hướng.
Định nghĩa trên còn có thể được viết dưới dạng
{\displaystyle {\boldsymbol {A}}^{\mathrm {H} }=\left({\overline {\boldsymbol {A}}}\right)^{\mathsf {T}}={\overline {{\boldsymbol {A}}^{\mathsf {T}}}}}
trong đó {\displaystyle {\boldsymbol {A}}^{\mathsf {T}}} ký hiệu cho chuyển vị và {\displaystyle {\overline {\boldsymbol {A}}}} ký hiệu cho ma trận với các số hạng được lấy liên hợp phức.
Một số tên gọi khác cho chuyển vị liên hợp của một ma trận bao gồm chuyển vị Hermite, ma trận liên hợp hay chuyển hợp. Chuyển vị liên hợp của ma trận {\displaystyle {\boldsymbol {A}}} có thể được ký hiệu bởi một trong các cách sau:
- {\displaystyle {\boldsymbol {A}}^{*}}, thường được dùng trong đại số tuyến tính
- {\displaystyle {\boldsymbol {A}}^{\mathrm {H} }}, thường được dùng trong đại số tuyến tính
- {\displaystyle {\boldsymbol {A}}^{\dagger }} (đôi khi còn được đọc là A đao), thường được dùng trong cơ học lượng tử
- {\displaystyle {\boldsymbol {A}}^{+}}, mặc dù ký hiệu này thường được sử dụng hơn để chỉ giả nghịch đảo Moore–Penrose

Trong một số ngữ cảnh, {\displaystyle {\boldsymbol {A}}^{*}} ký hiệu cho ma trận chỉ với các hệ số được liên hợp phức và không có chuyển vị.

## Ví dụ
Giả sử chúng ta muốn tính toán chuyển vị liên hợp của ma trận {\displaystyle {\boldsymbol {A}}} sau.
{\displaystyle {\boldsymbol {A}}={\begin{bmatrix}1&-2-i&5\\1+i&i&4-2i\end{bmatrix}}}
Đầu tiên ta chuyển vị ma trận:
{\displaystyle {\boldsymbol {A}}^{\mathsf {T}}={\begin{bmatrix}1&1+i\\-2-i&i\\5&4-2i\end{bmatrix}}}
Sau đó ta lấy liên hợp từng hệ số của ma trận:
{\displaystyle {\boldsymbol {A}}^{\mathrm {H} }={\begin{bmatrix}1&1-i\\-2+i&-i\\5&4+2i\end{bmatrix}}}

## Một số liên hệ cơ bản
Một ma trận vuông {\displaystyle {\boldsymbol {A}}} với các hệ số {\displaystyle a_{ij}} được gọi là
- Hermite hay tự liên hợp nếu {\displaystyle {\boldsymbol {A}}={\boldsymbol {A}}^{\mathrm {H} }}; tức là {\displaystyle a_{ij}={\overline {a_{ji}}}}.
- Hermite chéo hay phản hermite nếu {\displaystyle {\boldsymbol {A}}=-{\boldsymbol {A}}^{\mathrm {H} }}; tức là {\displaystyle a_{ij}=-{\overline {a_{ji}}}}.
- Chuẩn tắc nếu {\displaystyle {\boldsymbol {A}}^{\mathrm {H} }{\boldsymbol {A}}={\boldsymbol {A}}{\boldsymbol {A}}^{\mathrm {H} }}.
- Unita nếu {\displaystyle {\boldsymbol {A}}^{\mathrm {H} }={\boldsymbol {A}}^{-1}}, hay {\displaystyle {\boldsymbol {A}}{\boldsymbol {A}}^{\mathrm {H} }={\boldsymbol {I}}}, hay {\displaystyle {\boldsymbol {A}}^{\mathrm {H} }{\boldsymbol {A}}={\boldsymbol {I}}}.

Ngay cả nếu {\displaystyle {\boldsymbol {A}}} không là ma trận vuông, hai ma trận {\displaystyle {\boldsymbol {A}}^{\mathrm {H} }{\boldsymbol {A}}} và {\displaystyle {\boldsymbol {A}}{\boldsymbol {A}}^{\mathrm {H} }} đều là hermite và chính là các ma trận nửa xác định dương.
Khái niệm a trận chuyển vị "liên hợp" {\displaystyle {\boldsymbol {A}}^{\mathrm {H} }} không được nhầm lẫn với ma trận phụ hợp (adjugate), {\displaystyle \operatorname {adj} ({\boldsymbol {A}})}, đôi khi cũng được gọi là adjoint.
Chuyển vị liên hợp {\displaystyle {\boldsymbol {A}}^{\mathrm {H} }} của ma trận {\displaystyle {\boldsymbol {A}}} với các hệ số thực đơn giản về chuyển vị {\displaystyle {\boldsymbol {A}}^{\mathsf {T}}} của {\displaystyle {\boldsymbol {A}}}, bởi liên hợp của một số thực là chính nó.

## Đặt vấn đề
Chuyển vị liên hợp được nảy sinh từ cách mà các số phức có thể được biểu diễn hữu ích bằng các ma trận thực {\displaystyle 2\times 2}, thỏa mãn các phép toán cộng và nhân:
{\displaystyle a+ib\equiv {\begin{bmatrix}a&-b\\b&a\end{bmatrix}}.}
Điều này nghĩa là, ký hiệu mỗi số phức {\displaystyle z} bằng một ma trận thực {\displaystyle 2\times 2} biểu diễn biến đổi tuyến tính trên sơ đồ Argand (được coi là không gian vectơ thực {\displaystyle \mathbb {R} ^{2}}), chịu ảnh hưởng của phép nhân phức với {\displaystyle z} trên {\displaystyle \mathbb {C} }.
Do đó, một ma trận phức {\displaystyle m\times n} cũng được biểu diễn hiệu quả bởi một ma trận {\displaystyle 2m\times 2n} gồm các số thực. Chuyển vị liên hợp do đó được nảy sinh một cách tự nhiên từ kết quả của việc chuyển vị một ma trận như vậy—khi được xem lại là một ma trận {\displaystyle n\times m} gồm các số phức.

## Tính chất của chuyển vị liên hợp
- {\displaystyle ({\boldsymbol {A}}+{\boldsymbol {B}})^{\mathrm {H} }={\boldsymbol {A}}^{\mathrm {H} }+{\boldsymbol {B}}^{\mathrm {H} }} đối với hai ma trận phức bất kỳ {\displaystyle {\boldsymbol {A}}} và {\displaystyle {\boldsymbol {B}}} cùng số chiều.
- {\displaystyle (z{\boldsymbol {A}})^{\mathrm {H} }={\overline {z}}{\boldsymbol {A}}^{\mathrm {H} }} với một số phức {\displaystyle z} bất kỳ và một ma trận {\displaystyle {\boldsymbol {A}}} cỡ {\displaystyle m\times n} bất kỳ.
- {\displaystyle ({\boldsymbol {A}}{\boldsymbol {B}})^{\mathrm {H} }={\boldsymbol {B}}^{\mathrm {H} }{\boldsymbol {A}}^{\mathrm {H} }} với một ma trận {\displaystyle {\boldsymbol {A}}} cỡ {\displaystyle m\times n} bất kỳ và một ma trận {\displaystyle {\boldsymbol {B}}} cỡ {\displaystyle n\times p} bất kỳ. Chú ý rằng thứ tự của các thừa số bị đảo ngược.[1]
- {\displaystyle \left({\boldsymbol {A}}^{\mathrm {H} }\right)^{\mathrm {H} }={\boldsymbol {A}}} đối với một ma trận {\displaystyle {\boldsymbol {A}}} cỡ {\displaystyle m\times n}, một cách tương đương chuyển vị Hermite là một đối hợp.
- Nếu {\displaystyle {\boldsymbol {A}}} là một ma trận vuông thì  {\displaystyle \det \left({\boldsymbol {A}}^{\mathrm {H} }\right)={\overline {\det \left({\boldsymbol {A}}\right)}}} trong đó {\displaystyle \operatorname {det} (A)} là định thức của {\displaystyle {\boldsymbol {A}}} .
- Nếu {\displaystyle {\boldsymbol {A}}} là một ma trận vuông thì {\displaystyle \operatorname {tr} \left({\boldsymbol {A}}^{\mathrm {H} }\right)={\overline {\operatorname {tr} ({\boldsymbol {A}})}}} trong đó {\displaystyle \operatorname {tr} (A)} là vết của {\displaystyle {\boldsymbol {A}}}.
- {\displaystyle {\boldsymbol {A}}} là khả nghịch khi và chỉ khi {\displaystyle {\boldsymbol {A}}^{\mathrm {H} }} khả nghịch, và trong trường hợp đó {\displaystyle \left({\boldsymbol {A}}^{\mathrm {H} }\right)^{-1}=\left({\boldsymbol {A}}^{-1}\right)^{\mathrm {H} }}.
- Các giá trị riêng của {\displaystyle {\boldsymbol {A}}^{\mathrm {H} }} là liên hợp phức của các giá trị riêng của {\displaystyle {\boldsymbol {A}}}.
- {\displaystyle \left\langle {\boldsymbol {A}}x,y\right\rangle _{m}=\left\langle x,{\boldsymbol {A}}^{\mathrm {H} }y\right\rangle _{n}} với bất kỳ một ma trận {\displaystyle {\boldsymbol {A}}} cỡ {\displaystyle m\times n}, một vectơ {\displaystyle x\in \mathbb {C} ^{n}} và một vectơ {\displaystyle y\in \mathbb {C} ^{m}}. Ở đây {\displaystyle \langle \cdot ,\cdot \rangle _{m}} ký hiệu cho tích trong phức tiêu chuẩn trên {\displaystyle \mathbb {C} ^{m}} và tương tự cho {\displaystyle \langle \cdot ,\cdot \rangle _{n}}.

## Tổng quát hóa
Tính chất cuối cùng bên trên cho thấy rằng nếu ta coi rằng {\displaystyle {\boldsymbol {A}}} là một biến đổi tuyến tính từ không gian Hilbert {\displaystyle \mathbb {C} ^{n}} vào {\displaystyle \mathbb {C} ^{m},} thì ma trận {\displaystyle {\boldsymbol {A}}^{\mathrm {H} }} tương ứng với toán tử liên hợp của {\displaystyle {\boldsymbol {A}}}. Khái niệm toán tử liên hợp giữa các không gian Hilbert do đó có thể được xem là tổng quát hóa của khái niệm chuyển vị liên hợp của các ma trận đối với một cơ sở trực chuẩn.
Còn có một cách tổng quát hóa khác: giả sử {\displaystyle A} là một ánh xạ tuyến tính từ một không gian vectơ {\displaystyle V} vào một không gian khác, {\displaystyle W} thì ánh xạ tuyến tính liên hợp phức và ánh xạ tuyến tính chuyển vị được xác định, và do đó ta có thể lấy chuyển vị liên hợp của {\displaystyle A} là liên hợp phức của ánh xạ chuyển vị của {\displaystyle A}. Nó ánh xạ đối ngẫu liên hợp của {\displaystyle W} vào đối ngẫu liên hợp của {\displaystyle V}.